# Медаль «За Испанскую кампанию»
Медаль «За Испанскую кампанию 1936—1939 гг.» (исп. Medalla de la Campaña Española) — испанская военная награда времён Гражданской войны в Испании, предназначенная для отличившихся членов Испанской фаланги, Легиона «Кондор», итальянского корпуса добровольческих войск, русских белогвардейцев (в основном чинов Корниловского ударного полка) и украинских националистов. Учреждена 26 января 1937 года. Точное количество награждённых неизвестно. Состоянием на январь 2019 года, в живых оставалось 8 кавалеров медали. 

## Дизайн
Материал изготовление медали — бронза. Полностью окрашена чёрной матовой краской, с позолоченной окантовкой и элементами дизайна.
На лицевой стороне медали, окантованной лавровыми листьями, изображён испанский лев, побеждающий дракона, символизирующего коммунизм (на драконе присутствует серп и молот). На фоне в лучах солнца присутствуют четыре меча, расположенный вертикально и горизонтально. Написана дата 17 JVLIO 1936 (17 июля 1936 года), ознаменовавшаяся началом вооружённого мятежа испанских военных против республиканцев.
На обратной стороне в окантовке присутствуют слова ARRIBA ESPAÑA (с исп. — «Вперёд Испания»). Круговая надпись — GENESSMO. FRANCO VICTOR. — UNA GRANDE, LIBRE, IMPERIAL, M HISP. GLOR.. (с исп. — «Вперёд Испания»). В центре изображён орёл, держащий в когтях герб времён Франсиско Франко. Под крылом изображён пучок скрещённых стрел — знак Испанской фаланги. Ниже стилизированный испанский стальной шлем, олицетворяющий вооружённые силы. Итак, тут оказались изображены три силы (государственная, партийная и военная), что символизирует их единство.

## Правила ношения
Ношение медали предполагалось в центре левого нагрудного кармана. Медаль, предназначенная для военнослужащего имеет ленту с ярко жёлтой полосой в центре затем двумя красными полосами и двумя узкими чёрными полосками по краям. Медаль, предназначенная не для военнослужащего (гражданского лица, принимающего активное участие в боевых действиях либо нестроевых лиц), имеет вместо чёрной — зелёную ленту по краям.
Также, для солдат Легиона Кондор возможно было добавление ленты медали в общую для немецких солдат орденскую планку.